# François Place
François Place (Albertville, 2 juli 1989) is een Franse freestyleskiër, gespecialiseerd op de skicross, en voormalig alpineskiër. Hij vertegenwoordigde zijn vaderland op de Olympische Winterspelen 2018 in Pyeongchang.

## Carrière
Place maakte zijn debuut in de wereldbeker alpineskiën in februari 2009 in Sestriere. De Fransman startte in totaal in 39 wereldbekerwedstrijden, maar wist hierbij geen wereldbekerpunten te scoren. In het najaar van 2016 stapte hij over naar de skicross.
Bij zijn debuut in de wereldbeker freestyleskiën, in februari 2017 in Idre, eindigde Place direct op de vijfde plaats. In de Spaanse Sierra Nevada nam de Fransman deel aan de wereldkampioenschappen freestyleskiën 2017. Op dit toernooi veroverde hij de bronzen medaille op het onderdeel skicross. Tijdens de Olympische Winterspelen van 2018 in Pyeongchang eindigde hij als tiende op de skicross.
Op de wereldkampioenschappen freestyleskiën 2019 in Park City werd Place wereldkampioen op de skicross. In Idre Fjäll nam de Fransman deel aan de wereldkampioenschappen freestyleskiën 2021. Op dit toernooi behaalde hij de zilveren medaille op de skicross.

## Resultaten

### Olympische Winterspelen
| Jaar | Plaats      | Resultaten   |
| ---- | ----------- | ------------ |
| 2018 | Pyeongchang | 10e Skicross |

### Wereldkampioenschappen
| Jaar | Plaats        | Resultaten |
| ---- | ------------- | ---------- |
| 2017 | Sierra Nevada | Skicross   |
| 2019 | Park City     | Skicross   |
| 2021 | Idre Fjäll    | Skicross   |

### Wereldbeker
Eindklasseringen
| Seizoen   | Algm | SX  |
| --------- | ---- | --- |
| 2016/2017 | 155e | 33e |
| 2017/2018 | 33e  | 7e  |
| 2018/2019 | 84e  | 19e |
| 2019/2020 | 50e  | 9e  |